# Escola de Estocolmo

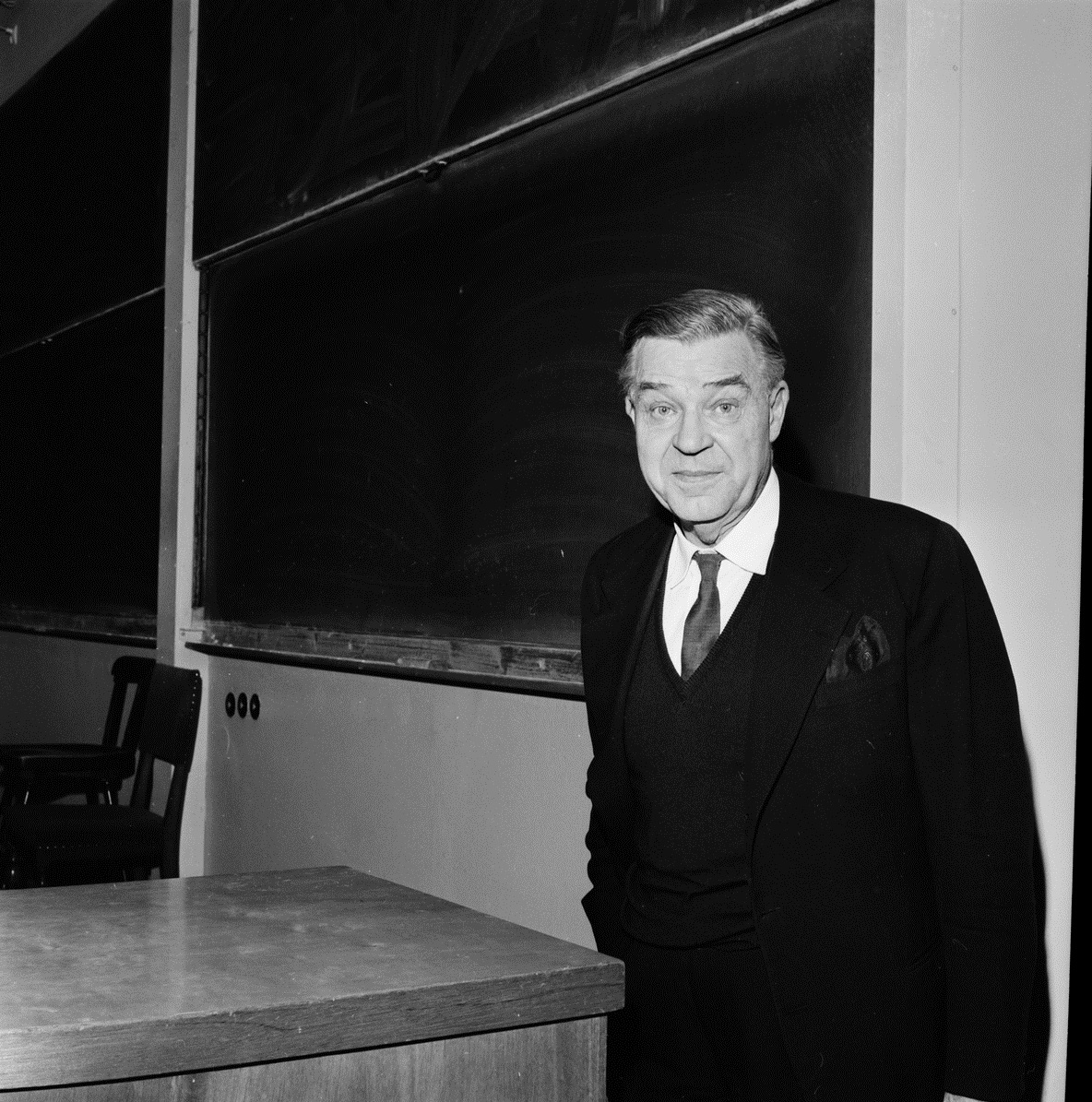
Gunnar Myrdal, o principal nome da escola de Estocolmo

A escola de Estocolmo (em sueco:  Stockholmsskolan), é uma escola de pensamento econômico-social que defende uma economia de mercado onde exista uma regulação econômica por parte de órgãos e agentes reguladores controlados pelo estado a fim de corrigir as falhas de mercado que possivelmente estejam presentes. Deste modo, seriam maximizados os benefícios para a sociedade, através de um Estado de bem-estar social apoiado sobre o viés do liberalismo social.
A escola de Estocolmo atuou na mesma época que John Maynard Keynes e a Escola austríaca. Inicialmente, era composta por um grupo de economistas (em sua maioria, oriundos da Universidade de Estocolmo) trabalhando em conjunto, majoritariamente pela década de 1930.
Inicialmente, chegou às mesmas conclusões na área de macroeconomia e teoria de demanda e oferta que o keynesianismo.
A escola, inicialmente, se inspirou nos trabalhos de Knut Wicksell, um economista sueco que atuou no começo do século XX. 
Porém o principal ícone da escola de Estocolmo é o economista social-democrata Gunnar Myrdal, vencedor do Prêmio Nobel de Ciências Econômicas de 1974 dividido com seu "rival ideológico" Friedrich Hayek.